# Малоаккулаево
Малоаккулаево (баш. Бәләкәй Аҡҡолай) — деревня в Казанском сельсовете муниципального района Альшеевский район Республики Башкортостан России.

## Население
| 2002 | 2009 | 2010 |
| ---- | ---- | ---- |
| 134  | ↗186 | ↘138 |

Согласно переписи 2002 года, преобладающая национальность — башкиры (91 %).

## Географическое положение
Расстояние до:
- районного центра (Раевский): 5 км,
- центра сельсовета (Казанка): 16 км,
- ближайшей железнодорожной станции (Раевка): 8 км.